# Iwan Kołosunin
Iwan Michajłowicz Kołosunin (ros. Иван Михайлович Колосунин, ur. 1897 we wsi Nowaja Usada w guberni niżnonowogrodzkiej, zm. ?) – funkcjonariusz radzieckich służb specjalnych, pułkownik.

## Życiorys
Należał do RKP(b), od kwietnia 1930 do lutego 1931 był szefem Adygejskiego Obwodowego Oddziału GPU, a od lutego 1931 do sierpnia 1932 szefem Kabardo-Bałkarskiego Obwodowego Oddziału GPU. W 1932 został szefem Wydziału Operacyjnego Zarządu Milicji Robotniczo-Chłopskiej Pełnomocnego Przedstawicielstwa OGPU Kraju Północnokaukaskiego, 1937-1939 był szefem Okręgowego Oddziału NKWD w Astrachaniu w stopniu kapitana bezpieczeństwa państwowego, a w 1945 komendantem łagru nr 62 w stopniu pułkownika, w 1947 zakończył służbę w organach.